# Caspar Arnold Engel
Caspar Arnold Gotthold Johann Engel (* 1798 in Husum; † 24. Oktober 1863 in Altona) war ein deutscher Politiker, interimistischer Landdrost (Landrat) der Herrschaft Pinneberg und Abgeordneter der Frankfurter Nationalversammlung.

## Leben
Er wurde in Husum geboren und studierte Jura. Nach seinem Examen war Engel Sekretär auf dem Gottorfer Amthaus und am 14. Juni 1825 Sekretär im Schleswigschen Obergericht auf Schloss Gottorf. Dort wurde er am 26. August 1834 5. Rat am Obergericht. Am 28. Juli 1840 wurde Engel Ritter des Dannebrogordens und Etatsrat. 1846 wurde er nach der Verkleinerung der Gottorfer Regierung mit Wartegeld in Pensionen geschickt. 1847 bewarb er sich erfolgreich um ein politisches Mandat und wurde Mitglied der Schleswigschen Ständeversammlung. 1848 wurde Engel von der Provisorischen Regierung in Kiel als interimistischer Landdrost der Herrschaft Pinneberg eingesetzt da der dänische König Christian VIII. während der Schleswig-Holsteinischen Erhebung 1848 die Macht in den Herzogtümern verlor. Engel zog jedoch bald als gewählter Abgeordneter für Altona in die Frankfurter Nationalversammlung ein. Ab 1851 lebte er in Altona, wo er am 24. Oktober 1863 im 65. Lebensjahr starb.
Als Autor verfasste er einige Abhandlungen und verschiedener Beiträge in mehreren Tageblättern.

## Veröffentlichungen
- Uebersichtliche Darstellung des Schulwesens der Herzogthümer Schleswig-Holstein (Schleswig 1840)
- Die kirchlichen Bewegungen in Deutschland und die protestantische Conferenz zu Berlin. Eine Stimme aus Schleswig-Holstein. (Schleswig 1846)
- Beiträge zum „Norddeutschen Grenzboten“ unter Anderen No. 55, 19. Januar 1862 (Die Carstensche Stiftung und deren Verwendung).